# پول حلال
پول حلال فیلمی به کارگردانی فریدون قوانلو و نویسندگی وندادی ساختهٔ سال ۱۳۳۹ است.

## بازیگران
- مهین معاون زاده
- جمشید مهرداد
- جواد تقدسی
- علی اصغر شریف
- شمسی فضل الهی
- هما نصیری
- رستم خانی
- کاظم پروینچی